# بخش دهنبد
بخش دهنبد (به انگلیسی: Dhanbad district) یک منطقهٔ مسکونی در هند است که در North Chotanagpur division واقع شده‌است. بخش دهنبد ۲٬۰۷۴٫۶۸ کیلومتر مربع مساحت و ۲٬۶۸۴٬۴۸۷ نفر جمعیت دارد.